# 중국-아프리카 협력 포럼

아프리카 및 중화인민공화국

중국-아프리카 협력 포럼(Forum on China–Africa Cooperation, FOCAC, 간체 중국어: 中非合作论坛, 정체 중국어: 中非合作論壇, 병음: Zhōng Fēi hézuò lùntán, 프랑스어: Forum sur la coopération sino-africaine)은 중화인민공화국과 에스와티니 왕국을 제외한 아프리카의 모든 국가 간의 공식 포럼이다. 아프리카 국가와 중국 간의 주요 다자간 조정 메커니즘이며, 2018년부터 해당 국가들은 일대일로 이니셔티브 내의 협력 플랫폼으로 간주한다.

## 같이 보기
- 아프리카–중국 관계
- 유엔 아프리카 경제 위원회
- 탈냉전 시대